# Tailandia en los Juegos Olímpicos de Río de Janeiro 2016
Tailandia participó en los Juegos Olímpicos de Río de Janeiro 2016 con un total de 54 deportistas, que compitieron en trece deportes. Ratchanok Intanon, participante de bádminton, fue la abanderada en la ceremonia de apertura.

## Medallero
| Medalla           | Nombre                 | Deporte      | Evento           | Fecha        |
| ----------------- | ---------------------- | ------------ | ---------------- | ------------ |
| Medalla de oro    | Sopita Tanasan         | Halterofilia | −48 kg femenino  | 6 de agosto  |
| Medalla de oro    | Sukanya Srisurat       | Halterofilia | −58 kg femenino  | 8 de agosto  |
| Medalla de plata  | Pimsiri Sirikaew       | Halterofilia | −58 kg femenino  | 8 de agosto  |
| Medalla de plata  | Tawin Hanprab          | Taekwondo    | 58 kg masculino  | 17 de agosto |
| Medalla de bronce | Sinphet Kruaithong     | Halterofilia | −56 kg masculino | 7 de agosto  |
| Medalla de bronce | Panipak Wongpattanakit | Taekwondo    | 49 kg femeninos  | 17 de agosto |

## Natación
| Atleta           | Evento             | Eliminatoria | Eliminatoria | Semifinal | Semifinal | Final     | Final     |
| Atleta           | Evento             | Tiempo       | Posición     | Tiempo    | Posición  | Tiempo    | Posición  |
| ---------------- | ------------------ | ------------ | ------------ | --------- | --------- | --------- | --------- |
| Radomyos Matjiur | 100 m estilo pecho | 1:2,36       | 37.º         | No avanzó | No avanzó | No avanzó | No avanzó |